# Huis Windesheim
Huis Windesheim is een voormalige havezate en buitenplaats in de Overijsselse plaats Windesheim.
De havezate Windesheim werd omstreeks 1600 gebouwd in opdracht van Reinier Schaep. Tot 1744 was het een gebouw van bescheiden afmetingen. In 1744 kwam de havezate in het bezit van ene Paulus Benelle, een vermogende Amsterdammer. Hij liet het bestaande gebouw grotendeels afbreken en bouwde er een groot nieuw huis. Vanwege financiële problemen werd het huis in 1752 executoriaal verkocht. Een van de latere eigenaren, de voormalige gouverneur van de Kaapkolonie Joachim van Plettenberg, liet in 1789 door de architect Jacob Otten Husly een landschapspark bij het buitenverblijf aanleggen. In 1915 werden de tuinen bij het huis aangelegd door de landschapsarchitect L.A. Springer. In 1813 kwam Windesheim in het bezit van leden van de familie De Vos van Steenwijk. Op 20 oktober 1944 werd het huis door brandbommen verwoest. Sinds die tijd rest van het hoofdverblijf slechts een ruïne. De rest van de buitenplaats bleef echter behouden. Beide bouwhuizen zijn gerestaureerd. De laatste particuliere eigenaar uit het geslacht, Jan Arend baron de Vos van Steenwijk genaamd van Essen tot Windesheim (1922-2008), liet het landgoed na aan de Stichting Landgoed Windesheim.
Het totale complex bestaande uit de ruïne van het huis, het park, de beide bouwhuizen, diverse dienstwoningen, hekken, bruggen, tuinsieraden en een stal zijn in 2005 aangewezen als rijksmonument en ingeschreven in het monumentenregister. Als bijzonderheid geldt dat het door Husly aangelegde park het enige park is dat hij heeft ontworpen en dat, naar het oordeel van de Rijksdienst voor het Cultureel Erfgoed, goed bewaard is gebleven. Het park maakt deel uit van de ecologische hoofdstructuur van Nederland.

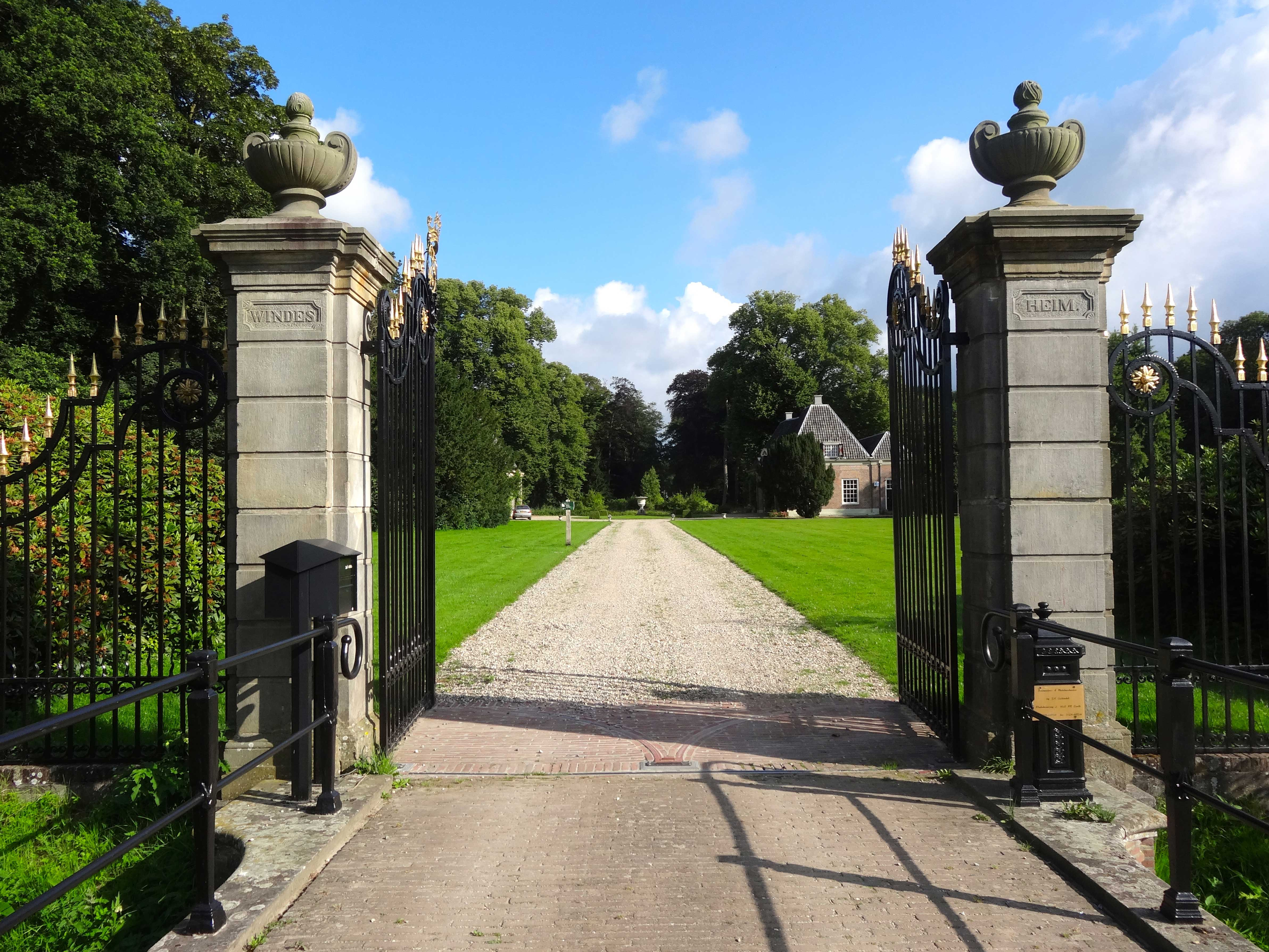
Toegangshek
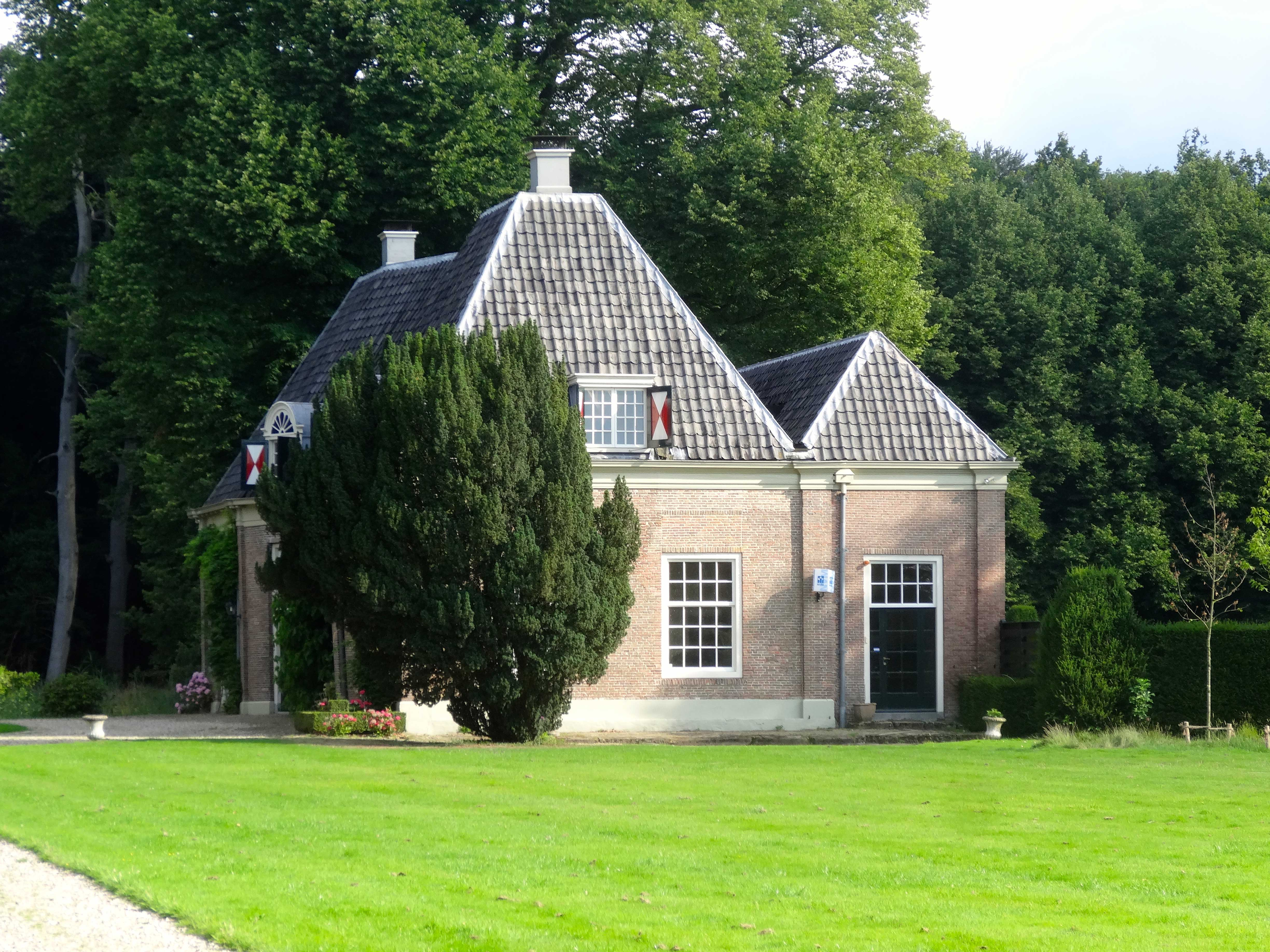
het oostelijk gelegen bouwhuis